# Chemiewaffeneinsatz im Rifkrieg
Der Chemiewaffeneinsatz im Rifkrieg (1921–1926) der Spanier gegen die Rifkabylen war der erste Einsatz, bei welchem Senfgasbomben von Flugzeugen abgeworfen wurden.

## Produktion
1921, nach der Niederlage in der Schlacht von Annual, nahm das spanische Militär Verhandlungen mit dem Leiter der Kampfstoffverwertung im norddeutschen Munsterlager-Breloh, Hugo Stoltzenberg auf.
Die Lieferung von Vorprodukten und die Errichtung einer Chemiewaffen-Abfüllanlage in Melilla mit 200 Beschäftigten wurde am 10. Juni 1922 beschlossen. Bis 1923 wurden aus Deutschland an das spanische Militär 500 bis 600 Tonnen Phosgen und Clark geliefert. Nach dem Versailler Vertrag war dem Deutschen Reich jede Herstellung, Erforschung und Vertrieb von Gaskampfstoffen untersagt. In der Folge wurde das Verbot durch den Bau einer Fabrik der Chemiewerke Stoltzenberg in der Sowjetunion umgangen. Stoltzenberg leistete auch Beiträge zur Entwicklung einer neuen Gasbombe für die spanische Luftwaffe.
Am 20. Dezember 1923 unterzeichnete der Wissenschaftler und ehemalige Oberleutnant Franz Stoltzenberg als Privatmann im Auftrag der Reichswehr einen Vertrag zur Errichtung einer Produktionsanlage für Senfgas (Lost; spanisch gas mostaza) und Phosgengas in den Cerros de la Marañosa in einem Naturschutzgebiet im südlichen Madrid, deren Ausführung er überwachte. Dieser Vertrag und der Umgang mit Giftgas war deutschen Behörden verboten und widersprach den Bedingungen des Vertrages von Versailles. Daher musste der Privatmann Stoltzenberg einspringen. An der Produktionsstätte wurde mittlerweile der Name von Fabrica Nacional de Productos Químicos de Alfonso XIII in Instituto Tecnológico de La Marañosa (ITM) geändert.

## Ächtung
1925 wurde der Einsatz von Senfgas, nach Anregungen der polnischen Delegation unter Kazimierz Sosnkowski, durch das Genfer Protokoll, „Protokoll über das Verbot der Verwendung von erstickenden, giftigen oder ähnlichen Gasen sowie von bakteriologischen Mitteln im Kriege“ verboten.

## Einsatz
Hugo Stoltzenberg entwickelte eine Verseuchungsstrategie für den Marokkokrieg, welche hauptsächlich auf dem Einsatz von Senfgas im Hinterland beruhte. Dieses Konzept basierte darauf, dass der Aufenthalt der Menschen in Dörfern, das Abhalten von Märkten und die Feldarbeit durch die Gasangriffe zu tödlichen Unterfangen wurden. Mit undifferenziertem Terror sollte die Bevölkerung zur Kapitulation gezwungen werden. Traf das Senfgas auf Menschen, führte dies ohne spezielle Schutzkleidung zu schmerzenden, schwer heilenden, in der überwiegenden Zahl tödlichen Wunden. Das Senfgas haftete auch längere Zeit auf Nahrungsmitteln; wurden diese verzehrt, führte dies zu Zerstörungen und Geschwüren an den Verdauungsorganen, welche fast immer einen qualvollen Tod zur Folge hatten.
Ab Oktober 1921 verschoss die spanische Artillerie Granaten mit erstickenden Kampfstoffen. Bei der Schlacht von Tizi Azza, welche am 15. Juli 1923 begonnen hatte, setzte die spanische Armee zum ersten Mal Senfgas ein. Ab Juni 1924 wurden weltweit zum ersten Mal Senfgasbomben aus der Luft abgeworfen. Ende 1924, nach dem Verlust von Chichaouen, setzte die spanische Luftwaffe Gase in großem Stil und mit hohem Wirkungsgrad ein. Ende 1924 zogen sich die Spanier hinter eine nach dem damaligen Hochkommissar von Spanisch-Marokko, Miguel Primo de Rivera, bezeichnete Linie zurück und setzten ungehemmt Gas ein, das zwangsläufig auch kriegsgefangene Spanier traf, weshalb der Besitz und der Einsatz dieser Stoffe in Spanisch-Marokko geheim gehalten wurde.

„Ich stand dem Einsatz von erstickenden Gasen gegen Indigene immer abweisend gegenüber, aber nach dem, was sie getan haben, und ihrem trügerischen und falschen Verhalten, habe ich es mit wahrem Vergnügen anwenden lassen.“

Der Giftgaseinsatz verhalf Frankreich und Spanien im Rifkrieg (1921–1926) zum Sieg über Abd el-Krim und seine Anhänger.
Bei der Landungsoperation 1926 bei Al-Hoceima setzten die spanischen Truppen unter Miguel Primo de Rivera massiv Senfgas ein. Eine Untersuchung von Rudibert Kunz und Rolf-Dieter Müller stellte fest, dass in zwei Jahren 10.000 Behälter mit über 500 Tonnen Giftgas über dem Norden Marokkos abgeworfen wurden.

## Folgen
Bis in die Gegenwart stammen 60 % der Patienten des Krebszentrums in Rabat aus dem Einsatzgebiet der Chemiewaffen um Al-Hoceima. Auch im Rhein-Main-Gebiet und im Ruhrgebiet, zwei Zentren der Migrationsbewegung aus dem Rif-Gebiet nach Deutschland in den 1960ern, beschäftigen noch viele epigenetische Krebsfälle die Betroffenen in späteren Generationen.

## Aufarbeitung

### Selbsthilfegruppe
Die Asociación de Víctimas del Gas Tóxico (AVGT) (Vereinigung zur Verteidigung der Giftgasopfer) lud im März 2002 internationale Experten zu einer Konferenz über den Giftgaseinsatz und die Spätfolgen nach Al Hoceïma ein.
Diese Konferenz wurde jedoch – wie bereits im April 2001 eine weitere Konferenz zum selben Thema – von der marokkanischen Regierung verboten.